# Aerotoxiskt syndrom

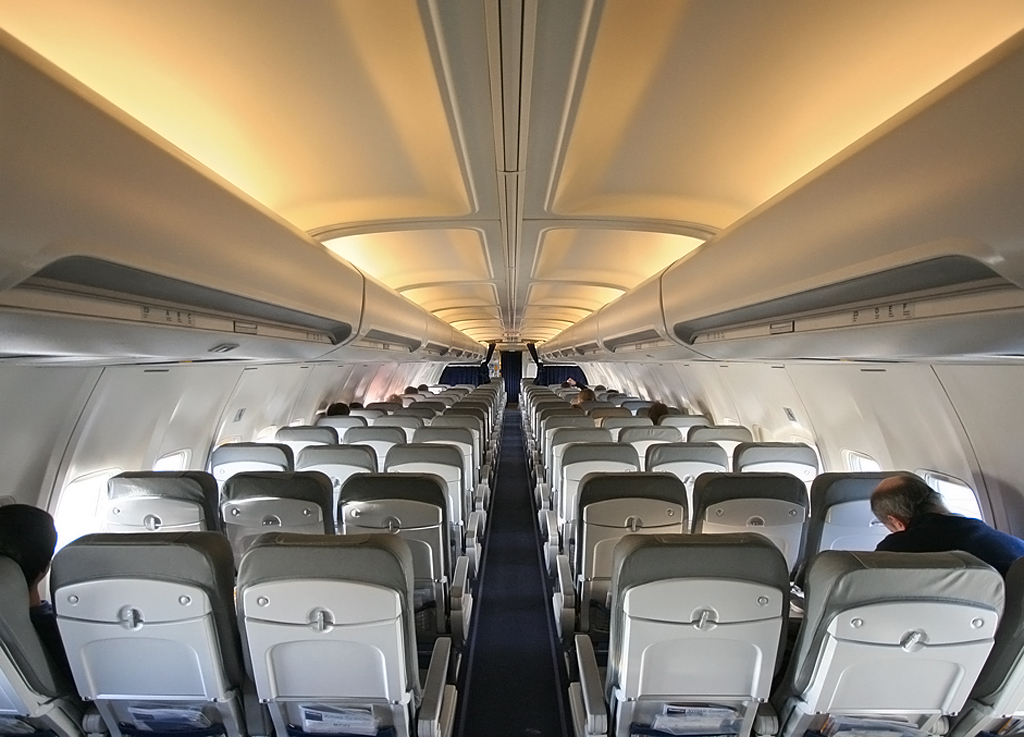
En Boeing 737 kabin i ekonomiklass med typiskt sittarrangemang

Aerotoxískt syndrom är ett begrepp, som myntades av Chris Winder och Jean-Christophe Balouet år 2000, för att beskriva påståenden om de kort- och långsiktiga konsekvenserna för hälsan som orsakas av inandning av kabinluften i trafikflygplan. Kabinluften påstods vara förorenad till toxiska nivåer (mer än de nivåer i delar per miljon, ppm som är känt säkra) med finfördelade motoroljor eller andra kemikalier.  Upprepade undersökningar av sådana påståenden har dock inte lyckats dokumentera att kabinluft någonsin har innehållit nivåer av föroreningar som överstiger känt säkra nivåer.  En bedömning av det brittiska överhusets kommitté för vetenskap och teknik fann att påståendena om hälsoeffekter var ogrundade.  En uppdatering 2008 fann inga nya belägg som var signifikanta.  Sen 2013 är detta syndrom inte erkänt inom medicinen.